# Samsung Galaxy Note 3
De Samsung Galaxy Note 3 is een Android phablet smartphone geproduceerd door Samsung Electronics. De Galaxy Note 3 was onthuld op de persconferentie van Samsung op de IFA Berlin Beurs op 4 september 2013, met de wereldwijde verkoop later die maand. De Note 3 is de opvolger van de Note II, de Note 3 was ontworpen om een lichter, exclusiever ontwerp te hebben dan zijn voorgangers, dit gebeurde doordat ze een plastic leren achterkant en een nep metalen randje om de Note 3 hadden gemaakt en ze hadden de S Pen weer nieuwe functies gegeven. Samsung had 5 miljoen stuks van de Galaxy Note 3 verkocht in de eerste maand en in twee maanden was het toestel 10 miljoen keer verkocht.

## Specificaties

### Hardware

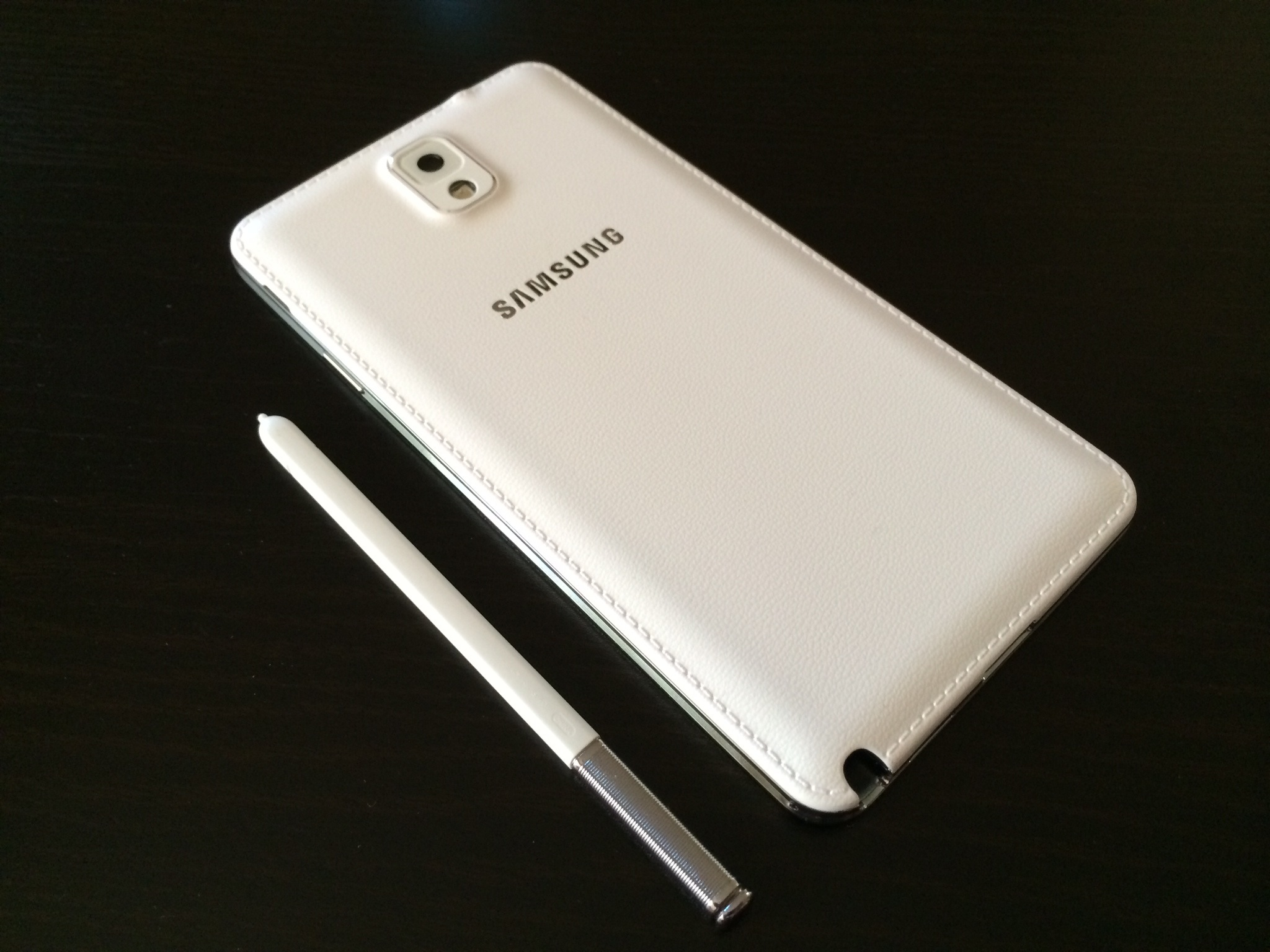
De Galaxy Note 3 met stylus

Het ontwerp van de Note 3 was erop gericht om een exclusiever, premium uitstraling te geven in tegenstelling tot zijn voorgangers. Hoewel het een gelijkwaarde polycarbonaat georiënteerd ontwerp heeft net als andere recente Samsung devices, heeft de galaxy Note 3 een faux metalen bezel en een achterkant van plastic leer met faux stiksels. Met een dikte van 8,3 mm, is de Note 3 iets dunner dan de Note II en ook iets lichter. De LTE versie van de Galaxy Note 3 (N9005) heeft een 2,3 GHz quad-core Snapdragon 800 chip, terwijl de internationale versie (N9000) een octa-core Exynos 5420 heeft, in deze Exynos chipset zitten vier 1,9 GHz Cortex-A15 kernen en vier 1,3 GHz Cortex-A7 kernen. Tests hebben uitgewezen dat de resultaten van beide chipsets gelijkwaardig zijn. Het toestel heeft 3 GB RAM, een 14,5 cm (5,7-inch) 1080p Super AMOLED scherm, een 13 megapixel camera aan de achterkant, die beschikt over de mogelijkheid om te filmen op 1080 met 60 frames per seconde en Ultra HD op 30 frames per seconde, 32 of 64 GB interne opslag en een 3200 mAh batterij.
Net als bij andere toestellen in de Galaxy Note serie komt de Note 3 met een S Pen stylus, die bijgewerkt is met een meer symmetrische vorm. De Galaxy Note 3 is ook de eerste smartphone die ondersteuning heeft voor USB 3.0, wat het mogelijk maakt om sneller data over te brengen en sneller op te laden.
De Galaxy Note 3 was in het begin verkrijgbaar in zwart, wit en roze.

### Software
De Galaxy Note 3 komt met Android 4.3 "Jelly Bean" en samsung eigen softwarelaag "Touchwiz". Aan de software zijn ook pen georiënteerde functies toegevoegd, als je nu de stylus weghaalt van zijn compartiment of op de knop drukt komt er een speciaal taartvormig menu waar verschillende opties zijn zoals Actie Memo's(notities op het scherm die handschrift herkent en uit die tekst acties kan halen, zoals adressen opzoeken op google of mensen bellen), Screen Write (een notitie tool), Pen Window (wat het mogelijk maakt voor gebruikers een app in een kleiner scherm te draaien in een andere app), de zoek tool S Finder en Scrapbook. De Multi-Window functionaliteit heeft op de Note 3 ook een upgrade gehad met ondersteuning voor meerdere toestellen, de mogelijkheid om verschillende delen van 1 app te kunnen draaien en de mogelijkheid om content van de ene app naar de andere app te slepen. Het toestel komt ook met een nieuwsachtige app My Magazine, dat je kan bereiken door naar omhoog te vegen vanaf de onderkant van het scherm en ook zit er een bijgewerkte versie van S Note bij.
Op 13 januari 2014 bracht Samsung Android 4.4 "KitKat" uit in Polen door middel van Samsung Kies voor de 4G modellen. De update voegt kleine veranderingen aan in het interface, zoals een camera snelkoppeling in de hoek van het scherm, een optie om te kiezen voor een standaard interface-launcher en berichten app, ondersteuning om te printen en het bracht een nieuw menu voor locatie instellingen om na te gaan welke apps je locatie gebruiken.

## Release
Samsung begon met het teasen van de Note 3 met de aankondiging van het Samsung Unpacked evenement op 4 september 2013 op de IFA in Berlijn, met de slogan "Note the date". De internationale Galaxy Note was uitgebracht op 25 september 2013 in meer dan 140 landen, terwijl in de VS en Japan de Note 3 pas in oktober uitgebracht was. Bij alle Galaxy Note 3 zat ook een jaar gratis Evernote Premium.